# Papa’s Got a Brand New Bag
Papa’s Got a Brand New Bag ist ein Song von James Brown. Er gilt als einer der ersten – wenn nicht gar als der erste – Song des Funk.

## Urheberschaft und Aufnahme
Papa’s Got a Brand New Bag wurde im Februar 1965 in den Arthur Smith Studios (Charlotte, North Carolina, USA) bei einem Zwischenstopp auf dem Weg zu einem Gig aufgenommen. Die Aufnahme der knapp sieben Minuten langen Originalversion dauerte weniger als eine Stunde. Geschrieben und produziert wurde der Song von James Brown, eingespielt wurde er von der James Brown Band: 
- James Brown (Gesang)
- Ron Tooley (Trompete)
- Joe Dupars (Trompete)
- Levi Rasbury (Trompete)
- Wilmer Milton (Posaune)
- Nat Jones (Altsaxofon, Orgel)
- St. Clair Pinckney (Tenorsaxofon)
- Eldee Williams (Tenorsaxofon)
- Al “Brisco” Clark (Tenorsaxofon)
- Maceo Parker (Tenorsaxofon, Baritonsaxofon)
- Jimmy Nolen (Gitarre)
- “Bebop” Sam Thomas oder Bernard Odum (Bass)
- Melvin Parker (Schlagzeug)

## Veröffentlichungen
Papa’s Got a Brand New Bag wurde erstmals im Juli 1965 vom Label King veröffentlicht. Dafür wurde die Originalversion zunächst beschleunigt und dann zweigeteilt: auf der A-Seite der Single befindet sich Part 1 (1:55), auf der B-Seite Part 2 (2:12). Beide Teile wurden im selben Jahr auch auf einem gleichnamigen Album publiziert. Mittlerweile ist der Song außerdem auf zahlreichen Kompilationen erschienen. Auf dem Boxset Star Time ist erstmals der Take aus den Arthur Smith Studios zu hören.

## Charts
In der Originalversion von James Brown mit “This is a Hit!” angesagt, erreichte Papa’s Got a Brand New Bag als erster seiner Songs die Top 10 der Single-Charts von Billboard – Platz 8.

## Auszeichnungen
Brown gewann für diesen Song seinen ersten Grammy; er wurde bei der Verleihung im Jahr 1966 in der Kategorie Rhythm & Blues ausgezeichnet.
Die Musikzeitschrift Rolling Stone führt Papa’s Got a Brand New Bag in ihrer aktuellen Liste der 500 besten Songs aller Zeiten auf Platz 71.

## Trivia
Eine Folge der Serie Die Simpsons hat im Original den Titel Poppa’s Got a Brand New Badge (Staffel 13/Episode 22).
Gary Walker brachte unter dem Titel Santa’s Got a Brand New Bag eine Weihnachtsversion der Funknummer heraus.